# Upload

Upload-Symbol

Der Upload [ˈʌp.ləʊd] (deutsch „hochladen, hinaufladen“) ist in der Telekommunikation und in Rechnernetzwerken der Anglizismus für einen Arbeitsprozess, bei dem ein Datenfluss vom Endgerät eines Nutzers zu einem Netzbetreiber oder dem Internet stattfindet. Gegensatz ist der Download. 

## Allgemeines
Upload ist die Richtung des Datenflusses einer Kommunikationsverbindung vom Nutzer (englisch front-end) zum Anbieter bzw. Internet (englisch head-end). Upload ist das Absenden von digitalen Daten zu einem Empfänger. 

## Technische Aspekte
In der Telekommunikation gibt es einen Absender und mindestens einen Empfänger. Im Regelfall ist zwischen beiden eine bidirektionale oder – bei mehreren Nutzern – eine multidirektionale Kommunikation möglich, die durch Datenübertragung erfolgt. Lediglich bei Simplex ist die Übertragung in nur eine Richtung möglich (Rundfunk, Fernsehen, Audioverstärker zum Lautsprecher). Auch dem Upload liegt eine Datenübertragung zugrunde.    
Soll beispielsweise ein digitales Bild übertragen werden, so werden die digitalen Daten der Bilddatei beim Upload aus Sicht des Absenders in Richtung Bildempfänger übertragen. Dabei ist die Upstream-Bitrate entscheidend für die Bildübertragungsgeschwindigkeit. Bei asymmetrischen DSL-Anschlüssen liegt die Upstream-Bitrate deutlich unter der Downstream-Bitrate.
Für viele Internetanwendungen ist ein z. B. bei ADSL übliches Sender-Empfänger-Modell (englisch Download-Upload relation) der Datenübertragungsraten von 8:1 (früher 6:1)  ausreichend, da mehr Daten vom lokalen Rechner empfangen als gesendet werden. Für Internetnutzer, die oft Multimedia-Dateien hochladen bzw. versenden, empfiehlt sich jedoch eine Erhöhung der Senderate („Upload-Rate“), beispielsweise über eine symmetrische SDSL-Leitung (hierbei ist die Datenrate in beide Richtungen gleich).
Das Hochladen von Daten kann über diverse Kommunikationsprotokolle, z. B. HTTP oder XModem erfolgen. Protokolle mit Verschlüsselung sind z. B. HTTPS und SFTP.